# 신에쓰 방송
신에쓰 방송(信越放送 しんえつほうそう[*])은 나가노현에서 처음 세워진 민영방송국으로 라디오 방송국은 1952년 3월 25일, 텔레비전 방송국은 1958년 10월 25일에 개국했다.
약칭은 SBC, 라디오 콜사인은 JOSR, 텔레비전 콜사인은 JOSR-DTV이다.

## 요약
- 나가노현에서 최초로 개국한 민영 방송국이며 재팬 뉴스 네트워크의 계열국 중에서는 영업 수입이 가장 많은 방송국이다.
- 텔레비전 네트워크는 JNN계열, 라디오는 재팬 라디오 네트워크와 NRN계열 크로스넷 방송국이다.
- 현지 신문사인 시나노 마이니치 신문사가 필두 주주이며 현지 업체인 신에쓰 화학공업 그룹과도 밀접한 관계에 있다.
- 다큐멘터리 프로그램의 제작 능력이 높으며 수많은 수상 내력을 가지고 있다.
- 라디오 방송국은 2009년 4월 6일(정확히 7일 새벽)부터 같은 해 9월 30일(정확히 10월 1일 새벽)까지 경비 절감을 위해 화요일부터 토요일까지 새벽(신문 프로그램표 표기상 월요일~금요일 새벽)3시에서 4시 사이에는 방송 송출을 중단한 적이 있었다.

## 연혁
- 1951년 10월 18일 - 시나노 방송이란 이름으로 회사 설립. (명칭은Shinano Broadcasting Co.,Ltd.약칭은SBC.)
- 1952년 3월 25일 - 일본에서 8번째로 중파 라디오 방송 개시. (JOSR, 1480kc, 500W)
- 1952년 4월 30일 - 신에쓰 방송으로 사명을 변경. (약칭은 변함없지만 영칭이Shinano에서Shin-etsu로 변경되었다.)
- 1952년 12월 6일 - 출력이 500W에서 1kw로 증강된다.
- 1953년 3월 25일 - 마쓰모토 방송국 개국. (JOSO, 540kc, 100W)
- 1954년 2월 25일 - 이이다 방송국 개국. (JOSW, 1220kc, 100W)
- 1956년 10월 1일 - 각 방송국 주파수가 변경. (나가노 본국, 1480kc→1100kc 마쓰모토 지국, 540kc→1600kc 이다 지국, 1220kc→1060kc)
- 1957년11월 23일 - 우에다 방송국 개국. (JOSL, 800kc, 100W)
- 1958년10월 25일 - 텔레비전 방송 개시. (JOSR－TV,11ch,영상 1kW,음성 500W으로 시작, 본 방송 개시는 그 해 11월 15일)
- 1959년 5월 29일 - 마츠모토 방송국의 출력이 100W에서 1kW로 증력 된다.
- 1959년 8월 1일 - 뉴스 네트워크인 재팬 뉴스 네트워크의 발족과 동시에 가맹.
- 1959년 10월 - 일본 교육 텔레비전 (NET-TV·현재는 TV아사히)의 학교 방송 프로그램 방송 개시를 계기로 오전 방송을 실시.[1]
- 1962년 10월 1일 - 이다 방송국의 송신 출력이 100W에서 1kW로 증강된다.
- 1964년 10월 25일 - 텔레비전 컬러 방송 개시.
- 1965년 5월 2일 - 라디오 네트워크 재팬 라디오 네트워크에 가맹하였고, 그 다음날인 5월 3일에는 NRN에도 가맹.
- 1967년 10월 1일 - 컬러 송출 장치가 완성되어 자사 제작 프로그램 컬러 방송이 가능하게 된다.
- 1969년 4월 1일 - 나가노 방송 본방송 개시에 따라 후지 TV 프로그램이 나가노 방송으로 이행.
- 1970년 1월 13일 - 뉴스 필름 컬러화 완료. 이날부터 자사 제작 뉴스 프로그램이 전면 컬러화 된다.[2]
- 1970년 10월 8일 - 올나이트 니폰 방송 개시에 의해 라디오 24시간 방송 실시.
- 1975년 3월 31일 - 간사이 지역의 네트워크 준중심 방송국이 아사히 방송에서 마이니치 방송으로 바뀐다.
- 1978년 11월 23일 - 나가노 본국의 주파수가 이날부터 1100kHz에서 1098kHz로 변경.
- 1980년 7월 1일 - 텔레비전 음성다중·스테레오 방송 개시.
- 1980년 10월 1일 - TV 신슈 개국에 의해 대부분의 닛폰 TV·TV 아사히 제작 프로그램이 TV 신슈로 모두 이행되었다.
- 1981년 4월 30일 - 이 날을 마지막으로 텔레비전 방송 개시 이래 계속하고 있던 16mm 필름에 의한 취재·프로그램 제작을 종료하고 VTR 취재·프로그램 제작에 완전 이행.
- 1991년 4월 1일 - 나가노 아사히 방송 개국에 따라 남아 있었던 닛폰 TV, TV 아사히 제작 프로그램이 전부 중단되었고 이에 따라 TV 도쿄 계열 프로그램 이외의 다른 계열 프로그램이 모두 사라진다.
- 2004년 3월 7일 - 취재용으로 임대한 헬리콥터가 송전선에 접촉하면서 추락, 여성 기자를 포함한 탑승자 4명 모두 사망하는 일이 발생.[3]
- 2006년 8월 23일 - 지상 디지털 텔레비전 방송 아날로그 동시방송 개시.
- 2006년 10월 1일 - 일본 표준시 오전 4시 30분을 기점으로 지상파 디지털 텔레비전 방송 본방송 개시.
- 2011년 7월 25일 - 일본 표준시 0시 기점으로 아날로그 텔레비전 방송 종료.

## 라디오

### 개요
- 5시를 시작기점으로 하는 24시간 방송.단 월요일 새벽 1시부터 월요일 아침 4시까지 방송휴지.
- 현내의 시정촌에서 수장·의회 의원 선거가 있는 경우 방송 종료시에 개표결과를 방송하기도 한다.
- 라디오 네트워크는 JRN과 NRN, 두 네트워크에 가맹한 크로스 네트워크 방송국이지만, 저녁과 심야시간대는 NRN, 특히 닛폰 방송의 프로그램을 우선적으로 방송하는 사례가 많다.
- 나가노 FM방송 개국 이전에는 FM도쿄 제작프로그램을 방송하기도 했다.
- 자사 제작 프로그램은 중노년층 전용 프로그램이 많다.

### 송신소·중계국 주파수
| 방송국·중계국                | 콜사인 | 주파수  | 출력 | 비고 |
| ---------------------------- | ------ | ------- | ---- | ---- |
| 나가노 방송국                | JOSR   | 1098kHz | 5kW  |      |
| 마쓰모토 중계국              | JOSO   | 864kHz  | 1kW  |      |
| 마쓰모토 FM 보완중계국       | -      | 92.2MHz | 1kW  |      |
| 스와 중계국                  | JOSE   | 1197kHz | 100W |      |
| 이다 중계국                  | JOSW   | 1098kHz | 1kW  |      |
| 이다 FM 보완중계국           | -      | 94.2MHz | 100W |      |
| 우에다 중계국                | JOSL   | 1062kHz | 100W |      |
| 이나 중계국                  | -      | 1098kHz | 100W |      |
| 사쿠 중계국                  | -      | 1458kHz | 100W |      |
| 가루이자와 중계국            | -      | 1485kHz | 100W |      |
| 타카봇치 FM 보완중계국       | -      | 94.2MHz | 100W |      |
| 젠코우지다이라 FM 보완중계국 | -      | 91.2MHz | 100W |      |
| 히지리 FM 보완중계국         | -      | 91.2MHz | 100W |      |
| 이야마·노자와 FM 보완중계국  | -      | 91.2MHz | 30W  |      |

## 텔레비전 네트워크 변천사
- 1958년 10월 25일 - 텔레비전 방송 개시.니혼TV·라디오도쿄 TV와 네트워크 관계를 맺는다.
- 1959년 3월 1일 - 이 날 개국 한 후지 TV·일본 교육 TV와 네트워크 관계를 맺으면서 프리 네트워크 방송국이 된다.
- 1959년8월 1일 - JNN에 가맹하면서 뉴스는 라디오도쿄 TV단독 방송, 다른 프로그램은 프리 네트워크 체제로 유지된다.
- 1967년 6월 - 민간방송 교육협회에 가맹.
- 1969년 4월 1일 - 나가노 방송이 본방송 개시하면서 후지TV 프로그램이 사라진다.동시에 NET-TV·니혼TV 일부 프로그램이 나가노 방송으로 이행.
- 1975년 3월 31일 - 아사히 방송 제작 전국 네트워크 프로그램이 나가노 방송으로 이행.그와 동시에 마이니치 방송 프로그램이 신에쓰 방송에서 방송시작
- 1980년 10월 1일 - TV 신슈가 본방송을 개시하면서 대부분의 니혼TV·TV 아사히 프로그램이 이행된다.
- 1991년4월 1일 - 나가노 아사히 방송이 본방송을 개시하면서 일부 남아 있던 니혼TV 프로그램이 TV 신슈에, 민간방송 교육협회 프로그램을 제외한 TV아사히 프로그램이 나가노 아사히 방송에 이행되면서 이 날을 기점으로 나가사키 방송과 함께 도쿄 방송 완전가맹국이 되었다.

## 나가노현에 있는 다른 텔레비전·라디오 방송국
- NHK 나가노 방송국
- 나가노 방송(NBS)(후지 TV 계열)
- TV 신슈(TSB)(니혼 TV 계열)
- 나가노 아사히 방송(abn)(TV 아사히 계열)
- 나가노 FM방송(JFN 계열)